# Breathe (Don't Stop)
Breathe (Don't Stop), anche riportato con la grafia Breathe Don't Stop, è un singolo di Mr. On e dei Jungle Brothers del 2004. La traccia è costruita su un campionamento di Don't Stop 'Til You Get Enough di Michael Jackson.

## Accoglienza
Oltre a ottenere buoni riscontri commerciali, Breathe (Don't Stop) raggiungse buoni piazzamenti di classifica, piazzandosi alla trentatreesima posizione della ARIA Charts australiana e alla ventunesima di quella britannica.

## Tracce
1. Breathe (Don't Stop) (Radio Edit) – 3:40
2. Breathe (Don't Stop) (Extended Mix) – 5:05
3. Breathe (Don't Stop) (Milk & Sugar Remix) – 7:30
4. Breathe (Don't Stop) (Ali B's Plan B Remix) – 6:24
5. Breathe (Don't Stop) (Blakkat's Blackacid Vox) – 7:03
6. Breathe (Don't Stop) (Music Video) – 3:34